# Spreewaldkrimi: Totentanz
Totentanz ist ein deutscher Fernsehfilm von Kai Wessel aus dem Jahr 2021. Er ist der dreizehnte Film aus der Kriminalfilmreihe Spreewaldkrimi und wurde am 8. Februar 2021 im ZDF als „Fernsehfilm der Woche“ ausgestrahlt.

## Handlung
Der mittlerweile in Frankfurt am Main lebende Blogger Lukas Fiebow kehrt zur Fastnacht in seine Heimat im Spreewald zurück. Gemeinsam mit seiner alten Jugendclique feiert er abends nach seiner Ankunft eine feuchtfröhliche Party. Am nächsten Morgen wird er tot und splitternackt auf einem entlegenen Acker aufgefunden, wo ihm Krähen schon die Augen ausgehackt haben. An seinem Körper befinden sich Spuren von fremdem Sperma, was für eine Masturbation oder einen Geschlechtsakt zwischen dem Toten und einem weiteren Mann spricht.
Da den Ermittlern anfangs nicht klar ist, wer der Tote ist, zeigt Ortspolizist Martin Fichte im näheren Umkreis Fotos des Toten, woraufhin ihn Nina Doebel identifiziert. Doebel war auf der Party und gibt den Ermittlern zu verstehen, dass viele ein Mordmotiv hätten, denn Lukas hat mit seinen gesellschaftskritischen Posts in den Social-Media-Kanälen öfter für Furore gesorgt. Kommissar Krüger lässt die Partygäste zu Befragung zusammenkommen und sieht sich auch in der Unterkunft des Opfers um. Weder die Kleidung noch das Handy waren bisher auffindbar und auch sonst gibt es einfach nichts Greifbares.
Aufschluss erhofft sich Krüger von den digitalen Notizen der Verdächtigen und den geposteten Beiträgen des Opfers. Da Fichte das nicht allein bewältigen kann, fordert er Hilfe an. Die findet sich in dem jungen IT-Spezialisten Anton Philipp. Nach Sichtung von 80 Prozent des digitalen Materials kann er das Leben von Lukas Fiebow recht gut zusammenfassen. Nach seiner Einschätzung war er im Grunde sehr unglücklich, da er nie in die Großstadt wollte, aber mit seinen Eltern berufsbedingt dorthin ziehen musste. Somit radikalisierte sich sein Einstellung zum Leben, was immer wieder in seinen Posts zum Ausdruck kam.
Philipp hält es für möglich, dass er sich selbst so unter Drogen gesetzt hatte, weil er hier in seiner Heimat sterben wollte. Doch Krüger findet ein Indiz, das zu Paul Konzack und seiner Schwester Vicky führt. Lukas Fiebow soll recht verfängliche Videos von Vicky ins Netz gestellt haben, woraufhin sie unter einem großen Shitstorm zu leiden hatte. Paul gibt zu, seine Schwester gerächt und Lukas in seine Gewalt gebracht zu haben. Er quälte ihn, damit Lukas spüren sollte, wie Vicky gelitten hatte. Dass er dann unter Alkohol- und Drogeneinfluss auf dem Acker erfroren war, hatte er nicht gewollt.
Krüger findet heraus, dass Lukas gar nicht der Verursacher war, sondern Nina Doebel die Videos veröffentlicht hat, weil sie auf Vicky eifersüchtig war. Damit hat sie ein Lawine in Gang gesetzt, die so nicht abzusehen war und am Ende sie selbst getroffen hat, schließlich war sie in Lukas verliebt.
Neben den Ermittlungen kämpft Krüger diesmal nicht gegen seine eigenen Dämonen, sondern muss nun die Nachricht der tödlich verlaufenden Krankheit von Dr. Marlene Seefeldt verarbeiten. Sie leidet an Chorea Huntington und Krüger will für sie da sein, so wie sie in der Vergangenheit immer für ihn da war. Doch dazu kommt es nicht, denn sie nimmt sich letztendlich das Leben.

## Hintergrund
Totentanz wurde vom 21. Januar 2020 bis zum 20. Februar 2020 gedreht. Als Drehschauplätze diente der Spreewald und Umgebung.

## Rezeption

### Einschaltquote
Die Erstausstrahlung am 8. Februar 2021 im ZDF wurde von 7,17 Millionen Zuschauern verfolgt, was einem Marktanteil von 21,7 Prozent entsprach.

### Kritik
Rainer Tittelbach von Tittelbach.tv schrieb: „Das Visuelle spielt im ‚Spreewaldkrimi‘ […] seit jeher eine Hauptrolle. In ‚Totentanz‘ sind es nun aber nicht nur die Zuschauer, denen mitunter die sichtbaren Manifestationen Aufschlüsse über die tödlichen Vorfälle geben, sondern auch Krüger & Co müssen neue Ermittlungswege gehen. Das Internet klopft an: Ein Blogger liegt tot auf einem Acker.“ „Ist der Film auch nicht als Abrechnung mit der schönen neuen Medienwelt zu verstehen – so passt doch die Art & Weise, wie die jungen Leute hier kommunizieren, zur hoffnungslosen Grundstimmung des Films. Die Älteren sind dem Tod geweiht oder verlassen das sinkende Schiff, die Jüngeren mit ihrer sozialen Inkompetenz sind keine Hoffnungsträger. Das dystopische Schlussbild im Nebel erinnert nicht zufällig an Tarkovskijs Filmsprache.“
Bei Prisma.de wertete Wilfried Geldner: „In ‚Totentanz‘, seinem 13. und wohl letzten ‚Spreewaldkrimi‘, geht es der Autor Thomas Kistner, der alle Filme dieser Reihe schrieb, erstaunlich vernünftig an. Weniger Mystik und nur schwer Begreifbares als sonst. Kommissar Krüger (Christian Redl) wirkt nicht mehr gar so weltverloren wie gewohnt und Fichte, sein Helfer (Thorsten Merten) schlägt jetzt einen selbstbewussten Ton an, um nicht zu sagen: Er strotzt vor Aufmüpfigkeit.“
Kristina Heuer von der Online-Plattform goldenekamera.de urteilte: „Der ‚Spreewaldkrimi - Totentanz‘ kommt besonders schwermütig daher. Krüger zeigt fast schon depressive Züge und auch die Inszenierung, sowie die unheilvolle Musik des Babelsberger Filmorchester wirken bedrückend.“ „Dabei ist das Thema gut gewählt: Digitalisierung trifft auf alte Traditionen, Blogger auf den Fastnachtbrauch. Es erscheint fast schon wie ein Running Gag, dass es in der ganzen Spreewaldregion schlechtes Internet und oft keinen Handyempfang gibt. Der klassische Krüger, der, wie immer routiniert und unaufgeregt ermittelt, braucht technische Unterstützung, wenn es um Themen wie ‚Cybermobbing‘ geht. Dieser Kontrast hat durchaus seinen Reiz.“
Die Kritiker der Fernsehzeitschrift TV Spielfilm äußerten sich zum dreizehnten Film der Reihe wie folgt: „Dass immer wieder regionale Besonderheiten aufgegriffen werden, ist genauso Stilmittel der Krimireihe wie die Schwermut. Diesmal also das ‚Zampern‘, bei dem die Teilnehmer mit Masken und Kostümen verkleidet durchs Dorf ziehen. Wie nicht anders zu erwarten, ist die ausgelassene Feier hier alles andere als heiter. ‚Zu viel Leid, zu viel Tragödien.‘ Man ist geneigt, Krügers Worten zuzustimmen. Doch weben diesig-kühle Naturaufnahmen, dunkle Celloklänge, Anflüge von Mystik und die Blicke der gebrochenen Figuren den Zuschauer in einen so kunstvollen Schleier morbider Melancholie ein, dass man doch gerne hinsieht, auch wenn’s mal wehtut.“ Das Fazit lautete folgerichtig: „Die Schwermut als mörderisch-schöne Kunst betrachtet“. Sie werteten den Film mit dem Daumen nach oben.